# إيما نورسجارد يورجنسن
إيما نورسجارد يورجنسن (بالدنماركية: Emma Norsgaard)‏ (و. 1999  م) هي دراجة دنماركية، ولدت في سيلكيبورج.

## التصنيف
| السنة     | 2018 | 2019 | 2020 | 2021 | 2022 | 2023 | 2024 |
| --------- | ---- | ---- | ---- | ---- | ---- | ---- | ---- |
| تصنيف UCI | 84   | 196  | 34   | 11   | 19   | 57   | 60   |
| العالم    | 99   | 140  | 96   | 25   | 21   | 61   | 85   |
|           |      |      |      |      |      |      |      |
| مصدر: UCI |      |      |      |      |      |      |      |

## سجل الفوز

### سباقات أو مراحل فاز بها
| التاريخ        | السباق                                                           | المركز                                                                                           |
| -------------- | ---------------------------------------------------------------- | ------------------------------------------------------------------------------------------------ |
| 25 يونيو 2016  | سباق الطريق للسيدات في بطولة الدنمارك 2016                       | الفائز في التصنيف العام                                                                          |
| 08 أبريل 2017  | Healthy Ageing Tour U19 2017                                     |                                                                                                  |
| 24 يونيو 2017  | سباق الطريق للسيدات في بطولة الدنمارك 2017                       | التاسع في التصنيف العام                                                                          |
| 02 أغسطس 2017  | بطولة أوروبا للدراجات – سباق الطريق ضد الساعة للشابات 2017       |                                                                                                  |
| 04 أغسطس 2017  | بطولة أوروبا للدراجات – سباق الطريق للشابات 2017                 |                                                                                                  |
| 22 سبتمبر 2017 | سباق الطريق للشابات في بطولة العالم 2017                         |                                                                                                  |
| 30 يونيو 2018  | سباق الطريق للسيدات في بطولة الدنمارك 2018                       | الثاني في التصنيف العام                                                                          |
| 09 سبتمبر 2018 | 2018 Giro della Toscana Int. Femminile – Memorial Michela Fanini | العاشر في تصنيف أفضل شاب                                                                         |
| 07 أكتوبر 2018 | Gran Premio Bruno Beghelli Donne 2018                            | الرابع في التصنيف العام                                                                          |
| 14 أكتوبر 2018 | 2018 Chrono des Nations (women's race)                           | الثاني في التصنيف العام                                                                          |
| 27 يونيو 2019  | سباق الدراجات ضد الساعة للسيدات في بطولة الدنمارك 2019           | السادس في التصنيف العام                                                                          |
| 23 أغسطس 2020  | سباق الطريق للسيدات في بطولة الدنمارك 2020                       | الفائز في التصنيف العام                                                                          |
| 26 أغسطس 2020  | 2020 European Road Cycling Championships Women U23 RR            |                                                                                                  |
| 12 مارس 2021   | هيلثي أجينج تور 2021                                             | الأول في تصنيف أفضل شاب، الثاني في تصنيف الجبال، الثالث في التصنيف العام، الثالث في تصنيف النقاط |
| 25 مارس 2021   | ثلاثة أيام من دي بان للسيدات 2021                                | الأول في تصنيف أفضل شاب، الثاني في التصنيف العام، السادس في تصنيف النقاط                         |
| 28 مارس 2021   | غنت-وفلجم للسيدات 2021                                           | الأول في تصنيف أفضل شاب، الثامن في تصنيف النقاط، التاسع في التصنيف العام                         |
| 04 أبريل 2021  | طواف فلاندرز للسيدات 2021                                        | الأول في تصنيف أفضل شاب، العاشر في تصنيف النقاط                                                  |
| 18 أبريل 2021  | سباق أمستل الذهبي للسيدات 2021                                   | الأول في تصنيف أفضل شاب                                                                          |
| 02 مايو 2021   | جراند بريكس إلسي جاكوبس 2021                                     | الفائز في التصنيف العام                                                                          |
| 30 مايو 2021   | سباق تورينجيا للسيدات 2021                                       | الأول في تصنيف أفضل شاب، الثالث في التصنيف العام، الثالث في تصنيف النقاط                         |
| 17 يونيو 2021  | سباق الطريق ضد الساعة للسيدات في بطولة الدنمارك 2021             | الفائز في التصنيف العام                                                                          |
| 01 مارس 2022   | لي سامين ديس دامس 2022                                           | الفائز في التصنيف العام                                                                          |
| 23 يونيو 2022  | سباق الزمن على الطريق للسيدات في بطولة الدنمارك 2022             | الفائز في التصنيف العام                                                                          |
| 25 أغسطس 2022  | 2022 Kreiz Breizh Elites Dames                                   | الفائز في التصنيف العام                                                                          |
| 22 يونيو 2023  | 2023 Danish National Road Cycling Championships - Women ITT      | الفائز في التصنيف العام                                                                          |
| 16 يوليو 2023  | 2023 Baloise Ladies Tour                                         |                                                                                                  |
| 14 أكتوبر 2023 | 2023 Danish National Gravel Cycling Championships, women elite   | الفائز في التصنيف العام                                                                          |
| 21 يونيو 2024  | 2024 Danish National Road Cycling Championships - Women ITT      | الفائز في التصنيف العام                                                                          |
| 21 يوليو 2024  | 2024 Picto-Charentaise                                           |                                                                                                  |